# 東京都道318號環狀七號線
東京都道318號環狀七號線（とうきょうとどう318ごうかんじょうななごうせん）是東京都以大田區平和島為基點，練馬區、北區、葛飾區經由至江戸川區臨海町的主要地方道（都道）。做為幹線道路「東京都市計劃道路幹線街路環狀第7號線」（とうきょうとしけいかくどうろかんせんがいろかんじょうだい7ごうせん）的整備計劃，又通稱為環七通（かんななどおり）或環七（かんなな）。實際是東京23區內環狀的一般道最外側之位置（環八通計劃當初的東京23區之西側半周）。

## 沿革
舊東京市於1927年（昭和2年）策定的「大東京道路網計劃」，昭和2年8月1日內務省告示「大東京都市計劃道路構圖」建設計劃盛行，西側之區間單向二車道以上之道路，既存道路之「環狀道路」之拓寬，主要區間開始施工。1940年（昭和15年）第二京濱國道（現在之國道1號）交差點的松原陸橋（現在之大田區）開始使用。
戰時體制的建設計劃凍結，戰後的同盟國最高司令官總司令部之指示於1946年（昭和21年）3月策定的「戰災地復興計劃方針」使都市計劃道路復活，駒沢競技場，戶田漕艇場和羽田機場連結的主要道路，招致活動合的新神谷橋（北區與足立區之界）工事緊急。本區間於舉辦時的昭和39年（1964年）開通。
東側，特別鹿濱橋（足立區）東之區間開通運，1960年代後半以後開始通車。最後剩餘葛飾區內的青戶八丁目與奧戶區間，1985年（昭和60年）1月供用開始全線開通。最初之構想於昭和58年內完成。由於用地取得費之增大與工事之延遲,工程總費用多了1兆2000億日元，全線開通當時的東京都之財政惡化之因而用了很多錢。

## 概要
- 起點：東京都大田區平和島6丁目
- 終點：東京都江戶川區臨海町4丁目
- 總長：約52.5km

## 通過之自治體
- 東京都
  - 大田區
  - 目黑區
  - 世田谷區
  - 杉並區
  - 中野區
  - 練馬區
  - 板橋區
  - 北區
  - 足立區
  - 葛飾區
  - 江戶川區

## 主要重複區間
- 東京都道307號王子金町江戶川線
  - 足立區西新井「西新井一丁目」～同區大谷田「大谷田橋」

## 交差道路
- 國道357號（東京灣岸道路）（東京都大田區）- 環七大井埠頭交差点
- 東京都道316號日本橋芝浦大森線（海岸通、大田區）
- 首都高速道路1號羽田線（大田區）- 平和島出入口
- 國道15號（第一京濱、大田區）- 大森東交差點
- 補助27號（澤田・東邦醫大通、大田區）- 澤田交差點
- 東京都道421號東品川下丸子線（池上通、大田區）- 春日橋交差點
- 國道1號（第二京濱、大田區）- 松原陸橋交差點、昭和15年（1940年）供用開始
- 東京都道・神奈川縣道2號東京丸子橫濱線（中原街道、大田區）- 南千束交差點
- 東京都道312號白金台町等等力線（目黑通、目黑區）- 柿之木坂陸橋交差點
- 東京都道416號古川橋二子玉川線（駒澤通、世田谷區）- 駒澤陸橋交差點
- 國道246號（玉川通、世田谷區）- 上馬交差點
- 東京都道・神奈川縣道3號世田谷町田線（世田谷通、世田谷區）- 若林交差點
- 東京都道423號澀谷經堂線（淡島通、世田谷區）- 若林陸橋交差點
- 東京都道413號赤坂杉並線（井之頭通、世田谷區）- 大原二丁目交差點
- 國道20號（甲州街道、杉並區・世田谷區）- 大原交差點
- 東京都道431號角筈和泉町線（水道道路、杉並區）- 泉南交差點
- 東京都道14號新宿國立線（方南通、杉並區）- 方南町交差點
- 東京都道・埼玉縣道4號東京所澤線・東京都道5號新宿青梅線（青梅街道、杉並區）- 高圓寺陸橋下交差點
- 東京都道433號神樂坂高圓寺線（大久保通、杉並區）- 大久保通入口交差點
- 東京都道・埼玉縣道25號飯田橋石神井新座線 早稻田通（中野區）- 大和陸橋交差點
- 東京都道440號落合井草線（新青梅街道、中野區）- 丸山陸橋交差點
- 東京都道442號北町豊玉線（練馬區）
- 東京都道8號千代田練馬田無線（目白通、練馬區）- 豐玉陸橋交差點
- 東京都道439號椎名町上石神井線（千川通、練馬區）
- 東京都道441號池袋谷原線（要町通、板橋區）- 武藏野病院前交差點
- 國道254號（川越街道、板橋區）- 板橋中央陸橋交差點
- 國道17號（中山道、板橋區）- 大和町交差點
- 首都高速道路5號池袋線（板橋區）- 板橋本町出入口
- 東京都道455號本鄉赤羽線（北區）- 姥橋交差點
- 東京都道460號中十條赤羽線（北區）- 馬坂交差點
- 國道122號（北本通、北區）- 神谷陸橋交差點
- 東京都道449號新荒川堤防線（足立區）
- 東京都道・埼玉縣道107號東京川口線（足立區）- 環七鹿濱橋交差點、都市農業公園南交差點
- 首都高速道路川口線（足立區）- 鹿濱橋出入口
- 東京都道・埼玉縣道107號東京川口線・東京都道・埼玉縣道239號足立川口線（足立區）- 鹿濱交差點
- 東京都道・埼玉縣道106號東京鳩谷線（鳩谷街道、足立區）- 椿一丁目交差點
- 東京都道・埼玉縣道58號台東鳩谷線（尾久橋通、足立區）- 江北陸橋下交差點
- 東京都道307號王子金町江戶川線（江北巴士通、足立區）- 西新井一丁目交差點
- 東京都道461號吾妻橋伊興町線（尾竹橋通、足立區）- 滿願寺前交差點
- 埼玉縣道・東京都道103號吉場安行東京線（舊日光街道、足立區）- 島根交差點
- 國道4號（日光街道、足立區）- 梅島陸橋交差點
- 埼玉縣道・東京都道102號平方東京線（整備中、足立區）
- 首都高速道路6號三鄉線（足立區）- 加平出入口
- 東京都道314號言問大谷田線（足立區）- 綾瀨警察署前交差點
- 東京都道307號王子金町江戶川線（足立區）- 大谷田橋交差點
- 東京都道467號千住新宿町線（葛飾區）- 龜有二丁目交差點
- 國道6號（水戶街道、葛飾區）- 青戶八丁目交差點
- 東京都道468號堀切橋金町淨水場線（葛飾區）- 青砥站東交差點
- 千葉縣道・東京都道60號市川四木線（奧戶街道、葛飾區）- 奧戶陸橋下交差點
- 東京都道315號御徒町小岩線（藏前橋通、江戶川區）- 總武陸橋下交差點
- 國道14號（千葉街道、江戶川區）- 鹿本中學校前交差點
- 國道14號（京葉道路、江戸川區）- 一之江一丁目交差點
- 首都高速道路7號小松川線（江戶川區）- 一之江出入口
- 東京都道・千葉縣道50號東京市川線（新大橋通、江戶川區）- 葛西工業高校前交差點
- 東京都道・千葉県道10號東京浦安線（葛西橋通、江戶川區）- 長島町交差點
- 都市計劃幹線街路第16號線（東京都道450号新荒川葛西堤防線支線）（永代通、江戶川區）- 中葛西交差點
- 東京都道450号新荒川葛西堤防線（江戶川區）- 堀江團地交差點
- 國道357号（東京湾岸道路、江戸川區）
- 首都高速道路灣岸線（江戸川區）- 葛西出入口

## 道路之特征
- 全線片側2車線以上，幹線道路和鐵道交差的立體交差，夜間明方交通量少的時間帶限制流量之道路。立體交差約30所整備。重要幹線道路於日间之交通量非常多，一箇所的交差點容量於工事車線規制十分擠塞，地點先頭大澀滯特徵持。（例：大原二丁目、大原內回右折、梅島陸橋、青戶八丁目、加平二丁目）
- 先行開通西側區間，安全上高速走行不向設計，近鄰音對策，最高速度制限40km/h指定。東側は50km/h指定。
- 甲州街道之交差點大原交差點，東京都之一般道交通量最多交差點。平日午間12時間交通量，2路線合計約10萬台。（平成17年度道路交通）

## 大型貨物車之規制
環七通以內都心全域土曜日午後10時至日曜日午前7時首都高速道路，灣岸道路利用之通過，許可車除外大型貨物車之通行禁止。交通規制

## 神田川、環狀7號線地下調節池
東京都杉並區、中野區之地下，大雨之際に神田川取水貯下雨水的地下調整池。
- 竣工年－1995年1月
- 延長 - 4.5km
- 深度 - 40m
- 東京都公式 神田川、環狀七號線地下調節池效果

## 關連項目
- 東京都道一覽
- 東急世田谷線、若林
- 都營巴士
- 東急巴士